# Омська ТЕЦ-3
Омська ТЕЦ-3 — теплова електростанція в Омській області Росії.
В 1954—1958 роках на майданчику станції ввели в дію десять парових котлів Таганрозького котельного заводу типу ТП-230-2 продуктивністю по 230 тонн пари на годину, від яких живилось дев'ять парових турбін:
- чотири виробництва Уральського турбінного заводу типу ПТ-25-3М потужністю по 25 МВт (станційні номери 1, 2, 6 та 7), які стали до ладу в 1954, 1955, 1956 та 1957 роках;
- три виробництва Харківського турбогенераторного заводу типу Р-25-2 потужністю по 25 МВт (станційні номери 3, 4, 5 та 8), які стали до ладу в 1956 (дві), 1957 та 1958 роках;
- одну запущену в 1958-му виробництва Ленінградського металічного заводу типу ПТ-50-90 потужністю 50 МВт (номер 9).

В 1961—1964 році ввели в дію чотири парові котли другої черги від Таганрозького котельного заводу типу ТП-82 продуктивністю по 420 тонн пари на годину, які живили чотири парові турбіни:
- три від Ленінградського металічного заводу типу ПТ-50-130/13 потужністю по 60 МВт (номери 10 — 12), які стали до ладу в 1961, 1962 та 1963 роках;
- одну запущену в 1964-му виробництва Ленінградського металічного заводу типу Р-50-130/13 потужністю 50 МВт (номер 13).

У 2013-му станцію підсилили парогазовим блоком комбінованого циклу потужністю 85 МВт, в якому дві газові турбіни живлять через відповідну кількість котлів-утилізаторів одну парову турбіну. Паливна ефективність блоку становить 49,5 %.
У 2011-му турбіну № 9 модернізували до рівня ПТ-60-90, а у 2014-му турбіну № 13 модернізували до рівня у Р-60-130/13, при цьому в обох випадках відбулось збільшення потужності до 60 МВт.
Водночас застаріле обладнання виводили з експлуатації. Так, ще до 2010-го були виведені турбіни № 1, № 2, № 3 та № 5 (на місці перших з них і розмістили парогазовий блок), а у 2015-му за ними послідували турбіни № 6 та № 10. Що стосується котельного господарства, то вивели з експлуатації перші шість котлів.
У 2017-му на місце демонтованої турбіни № 10 ввели в дію турбіну № 14 виробництва «Силові машини» типу Т-120/130-12,8 потужністю 120 МВт. Того ж року поставили на консервацію турбіни № 4, № 7 та № 8.
Таким чином, станом на 2018 рік електрична потужність ТЕЦ (без законсервованого обладнання) рахувалась як 445 МВт при тепловій потужності 876 Гкал/год.
Спершу станція працювала на мазуті, який подавали по двох трубопроводах з Омського нафтопереробного заводу. В 1990-му зі спорудженням газопроводу СРТО – Омськ ТЕЦ була переведена на газ.
Для видалення продуктів згоряння первісно звели чотири димарі. Надалі провідна роль перейшла до п'ятої труби, яка значно більша за попередні та досягає висоти 237 метрів.
Видача продукції відбувається під напругою 110 кВ.